# آموزش علوم

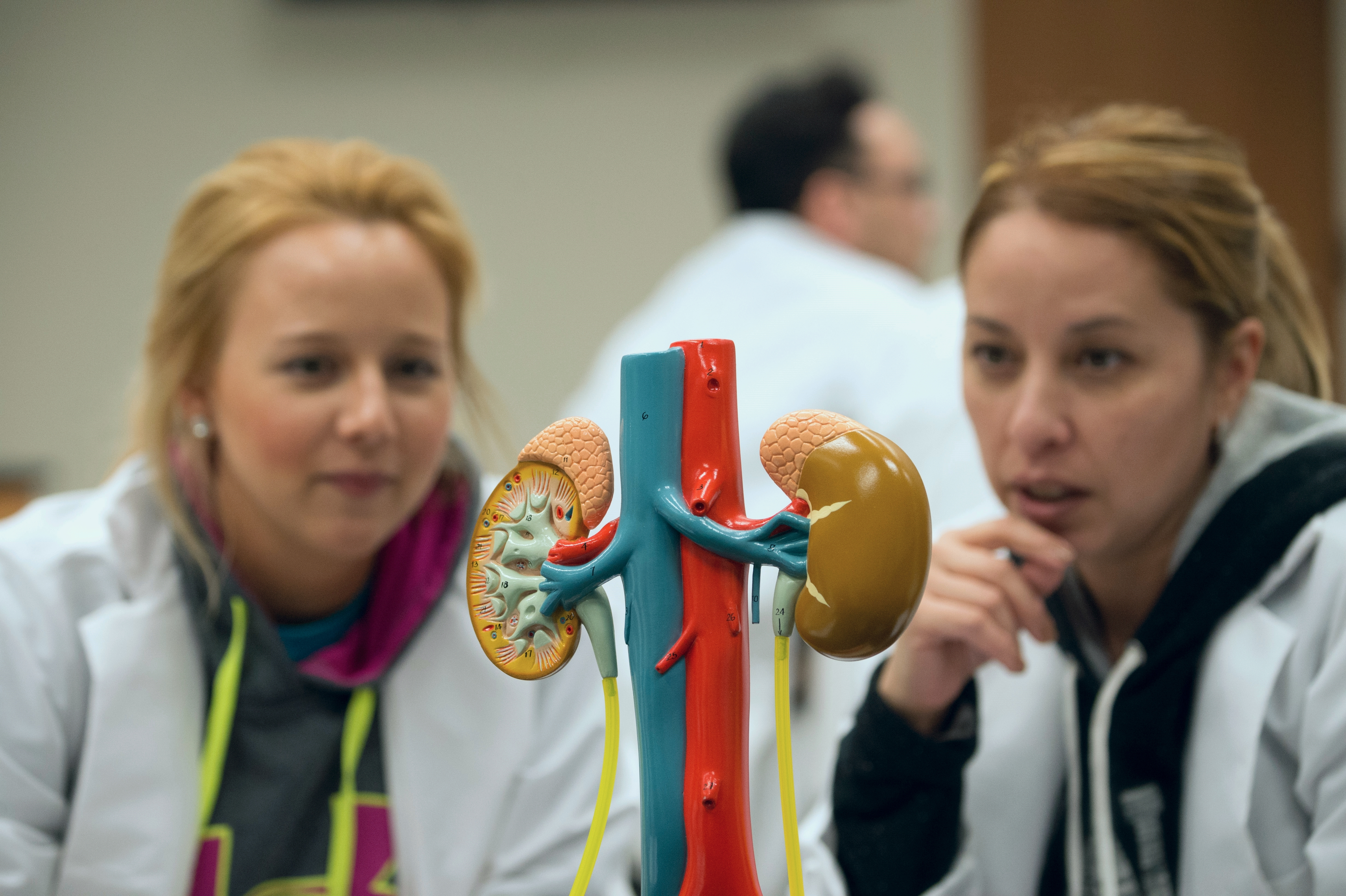
آموزش علوم

آموزش علوم ( به انگلیسی: Science Education )رشته میان رشته‌ای است که به مطالعهٔ رویکردها، راهبردها و روش‌های یاددهی - یادگیری مفاهیم و موضوعات علوم پایه (فیزیک، شیمی، ریاضی، زیست‌شناسی) می‌پردازد.

## گرایش‌های رشته آموزش علوم
رشته آموزش علوم گرایش‌های تخصصی آموزش فیزیک، آموزش شیمی، آموزش ریاضی، آموزش زیست‌شناسی، آموزش زمین‌شناسی و آموزش نجوم را شامل می‌گردد.